# Shuruppak

de locatie van Shuruppak

Shuruppak (ook: Šuruppak of Curuppag, vernederlandst Sjoeroeppak, "De Heilzame Plaats") was een Sumerische stad uit de oudheid, huidig Tell Fara ten zuiden van Nippur op de oevers van de Eufraat in de provincie Al-Qadisiyyah. In eerste instantie is het opgegraven in 1902 door de "Deutsche Orient-Gesellschaft". In 1931 deed de universiteit van Pennsylvania nogmaals voor een zestal seizoenen opgravingen in Shuruppak onder leiding van Erich Schmidt.
Shuruppak was gewijd aan Sud, ook wel Ninlil genoemd, de godin van het graan en de lucht.
Shuruppak groeide uit tot een opslag- en distributieplaats van graan, er waren meer silo's dan in welke andere Sumerische stad dan ook. De vroegste opgravingslagen in Shuruppak gaan terug tot de Jemdet Nasr-periode, rond 3000 v.Chr.; het werd kort na 2000 v.Chr. verlaten. Schmidt vond een cilinderzegel van Isin-Larse en verscheidene aardewerken plaquettes die terug kunnen gaan tot vroeg in het tweede millennium v.Chr. Vondsten aan de oppervlakte zijn voornamelijk uit de Vroege Dynastie.
In de WB-62 versie van de Sumerische koningslijst worden twee koningen van Shuruppak van voor de zondvloed genoemd, Ubara-Tutu en Ziusudra. Ziusudra heerste voor 3.600 jaar (10 shar).. In de koningslijst komt hij na zijn vader Su-Kur-Lam, die ook koning van Shuruppak was en gedurende 2.800 jaar (8 shar) heerste.
Een afzettingslaag van slib toont aan dat Shuruppak aan het begin van de Vroege Dynastie I periode door een overstroming getroffen werd. Polychroom aardewerk van een verwoestingslaag onder de sliblaag is gedateerd op de Jemdet Nasr periode die onmiddellijk voorafging aan de Vroege Dynastie periode.
Volgens Berossus' zondvloedverhaal met Xisouthros (Ziusudra), behoorde Shuruppak tot een van de vijf voordiluviaanse steden. Ze werden tijdens de vloed verzwolgen, maar de Babylonische Noach overleefde de vloed en er werden tabletten uit Sippar opgegraven. Xisouthros had ze op last van de wijsheidsgod Enki begraven.